# Delfzijl

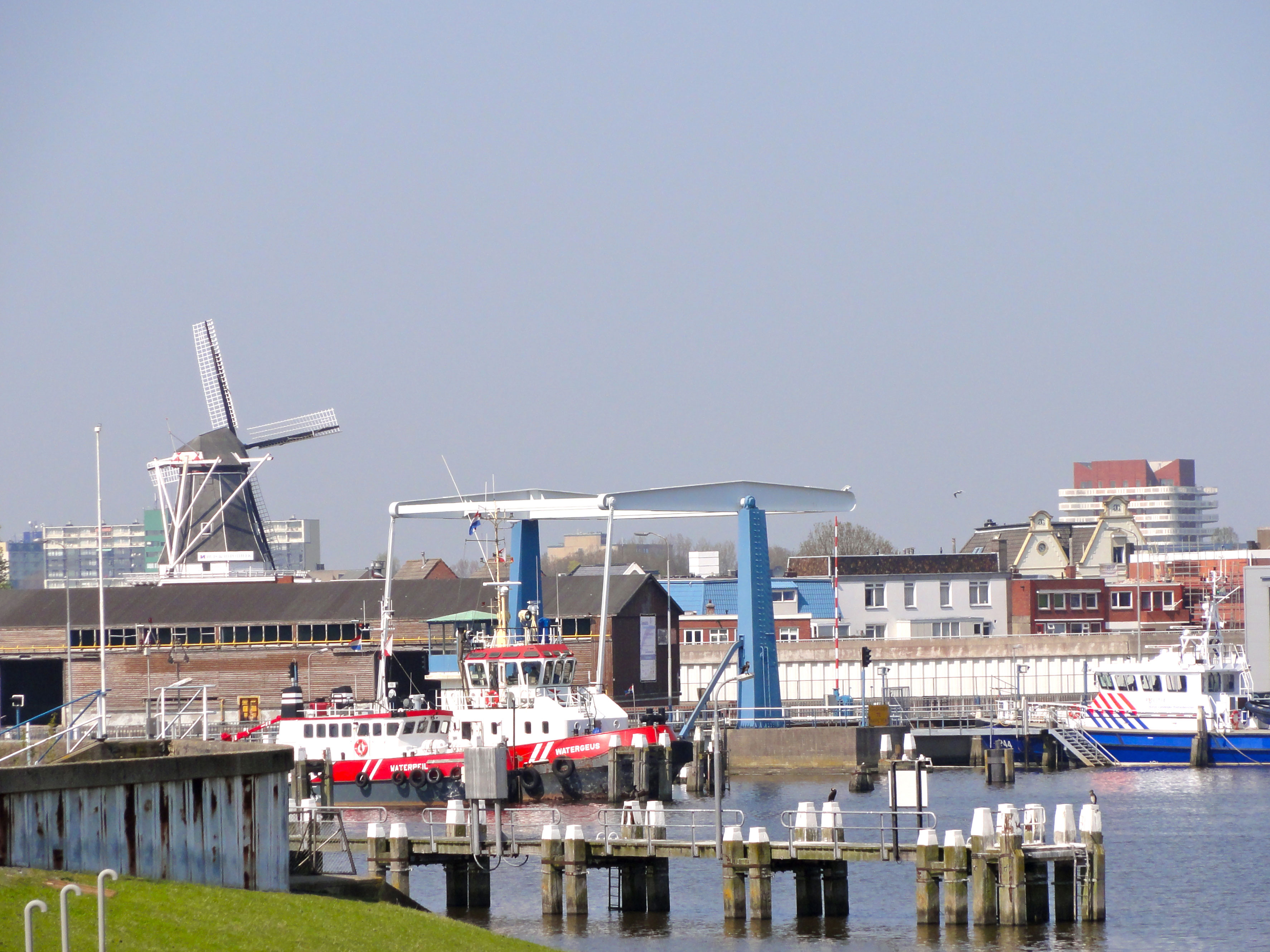

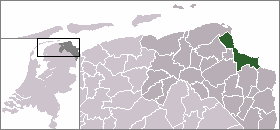
Delfzijls läge (grönt) i Groningen (mörkgrått).

Delfzijl är en kommun i provinsen Groningen i Nederländerna. Kommunens totala area är 227,48 km² (där 95,01 km² är vatten) och invånarantalet är på 28 379 invånare (2005).